# Escola de Treino de Voo Elementar N.º 2 da RAAF
A Escola de Treino de Voo Elementar N.º 2 foi uma unidade de treino da Real Força Aérea Australiana (RAAF) que operou durante a Segunda Guerra Mundial. Foi uma de doze escolas de treino de voo elementar criadas pela RAAF para providenciar instrução introdutória a recrutas da RAAF para mais tarde se tornarem pilotos. Fez parte do esforço de guerra australiano sob os termos do Esquema de Treino Aéreo do Império. A escola foi criada em Novembro de 1939, com a designação de Escola de Treino de Voo N.º 3, em Archerfield, Queensland, e fez uso de aeronaves e infraestruturas de organizações aeronáuticas civis da região. Em Janeiro de 1940 foi re-baptizada como Escola de Treino de Voo Elementar N.º 2. Em Março de 1942 a escola foi dissolvida, e as suas operações foram transferidas para a Escola de Treino de Voo Elementar N.º 5 em Narromine, Nova Gales do Sul, e para a Escola de Treino de Voo Elementar N.º 11 em Benalla, Vitória.

## História
A instrução de voo na Real Força Aérea Australiana sofreu profundas modificações com o despoletar da Segunda Guerra Mundial, devido ao grande aumento de voluntários que se queriam tornar tripulantes aéreos e também à participação da Austrália no Esquema de Treino Aéreo do Império. A unidade de treino de pilotagem da força aérea antes da guerra, a Escola de Treino de Voo N.º 1 na Estação de Point Cook, em Vitória, foi substituída entre 1940-41 por doze escolas de treino de voo elementar e oito escolas de treino de voo de serviço. As escolas de treino de voo elementar providenciavam um curso de voo de doze semanas aos alunos que se graduavam em alguma das escolas de treino inicial da RAAF. O treino de voo era composto por duas fases: a primeira tinha a duração de quatro semanas (incluindo 10 horas de voo) para determinar quais os alunos capazes de se tornarem pilotos. Aqueles que conseguissem ser nomeados passavam de seguida por mais oito semanas (incluindo 65 horas de voo) na escola. Os pilotos que concluíssem com sucesso este curso eram transferidos para uma escola de treino de voo de serviço na Austrália ou no Canadá, para receberem a próxima fase de instrução como aviadores militares.
A Escola de Treino de Voo Elementar N.º 2 foi formada como Escola de Treino de Voo N.º 3 em Archerfield, Queensland, no dia 6 de Novembro de 1939. O seu comandante inaugural foi o Tenente de Voo T. C. Curnow. Archerfield era a casa de clubes e escolas de aviação civil, incluindo o Aero Clube de Queensland e a empresa aeronáutica Airwork Lrd, e a posição do aeródromo como epicentro da instrução de voo civil levou a que este local fosse escolhido para o estabelecimento da segunda escola de treino de voo da RAAF criada durante a Segunda Guerra Mundial. O mesmo principio foi seguido para criar a Escola de Treino de Voo N.º 2 (mais tarde re-baptizada como Escola de Treino de Voo Elementar N.º 1) em Parafield, na Austrália Meridional, a Escola de Treino de Voo Elementar N.º 3 em Essendon e a Escola de Treino de Voo Elementar N.º 4 em Mascot, Nova Gales do Sul.

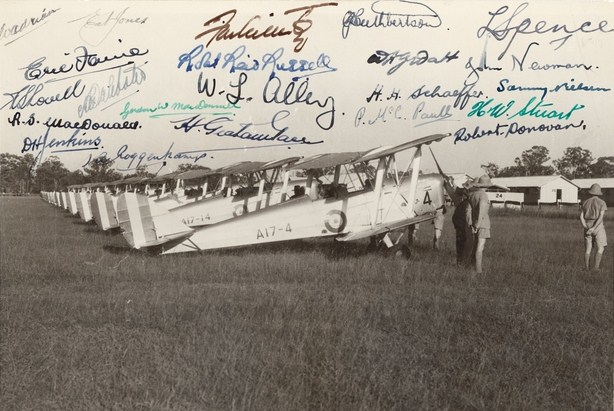
Aviões de treino de Havilland Tiger Moth na Escola de Treino de Voo Elementar N.º 2 durante uma inspecção do então Governador-geral da Austrália, Lord Gowrie, em Março de 1940. A fotografia está assinada pelos estudantes que frequentavam o curso na altura da visita de Gowrie.

No dia 2 de Janeiro de 1940 a Escola de Treino de Voo N.º 3 foi re-baptizada como Escola de Treino de Voo Elementar N.º 2. Três dias depois, os primeiros quinze aviões de treino de Habilland Tiger Moth foram entregues. Esta frota de aviões foi reforçada com um conjunto de aviões Tiger Moth e Gipsy Moth civis que foram incorporados para serviço militar. O primeiro curso, que durou oito semanas, começou no dia 10 de Janeiro; vinte e um estudantes concluíram o curso com sucesso. No final do mês, a escola contava com um efectivo de 105 militares, um instrutor civil e vinte e seis estudantes. O livro de registo da unidade identifica que, na fase inicial, havia falta de "sistema telefónico, cozinhas, camas, secretárias, água quente, quadros de instrução, máquinas de escrever, bandeiras, mapas, cartas e roupa, à excepção de meias". Um segundo instrutor civil, do Aero Clube de Queensland, juntou-se à escola no dia 12 de Fevereiro de 1940. No final do mês, a Escola de Treino de Voo Elementar N.º 2 ficou subordinada à Área de Comando do Norte, que havia sido formada em Maio de 1941. Entretanto, todas as unidades em Queensland ficaram sob a dependência hierárquica da Área de Comando Central, com quartel-general em Sydney.
O curso inaugural sob o Plano de Treino Aéreo do Império consistiu em trinta e um estudantes, que chegaram a Archerfield no dia 29 de Abril de 1940; vinte e quatro estudantes concluíram o curso com sucesso. O segundo curso começou no dia 27 de Junho; dezoito dos vinte e quatro estudantes iniciais graduaram-se. A partir do dia 15 de Julho, a responsabilidade de manutenção de todas as aeronaves da escola foi atribuída ao Aero Clube de Queensland. O Líder de Esquadrão Roy Phillipps, um ás da aviação no Australian Flying Corps durante a Primeira Guerra Mundial, assumiu o comando da escola no dia 20 de Outubro de 1940. Phillipps faleceu no dia 21 de Maio de 1941, quando o seu avião privado, no qual ele era um passageiro naquele dia, caiu depois de descolar de Archerfield. As operações aéreas da Escola de Treino de Voo Elementar N.º 2 aumentaram a pique em Agosto de 1941; a 30 de Setembro, a sua força de efectivos consistia em 202 militares, 1 civil e 91 estudantes. Exercícios de voo de longo alcance podiam levar os estudantes a voar longe o suficiente para chegar até Dalby e Coolangatta. Os acidentes durante os treinos aconteciam frequentemente, particularmente nas aterragens mal-sucedidas, contudo nenhum resultou em fatalidades.
Em Janeiro de 1942 o Esquema de Treino Aéreo do Império foi pausado depois do despoletar da Guerra do Pacífico, contudo, no mês seguinte, foi retomado. Devido à necessidade urgente de albergar outras unidades da RAAF e elementos das Forças Aéreas do Exército dos Estados Unidos na Austrália, a Escola de Treino de Voo Elementar N.º 2 foi dissolvida no dia 31 de Março de 1942 e as suas operações transferidas para a Escola de Treino de Voo Elementar N.º 5 em Narromine, Nova Gales do Sul, e para a Escola de Treino de Voo N.º 11 em Benalla, Vitória. Quando encerrou, a escola havia treinado um total de 806 estudantes, dos quais 610 foram transferidos para as escolas de treino de voo de serviço.